# Puolanka
Puolanka là một đô thị ở Phần Lan và tọa lạc tại tỉnh Oulu trong vùng Kainuu. Đô thị này có dân số 3.472 với diện tích là 2.599,79 km² trong đó có 132,56 km² là diện tích mặt nước. Mật độ dân số là 1,4 người trên mỗi km².
Thác nước cao nhất ở Phần, Hepoköngäs nằm cách trung tâm Puolanka 16 km.
Đô thị này chỉ sử dụng tiếng Phần Lan. Tên gọi đô thị này trước đây được ghi là "Puolango" trong các tài liệu Thụy Điển nhưng ngày nay trong tiếng Thụy Điển ghi là "Puolanka".

## Liên kết ngoài

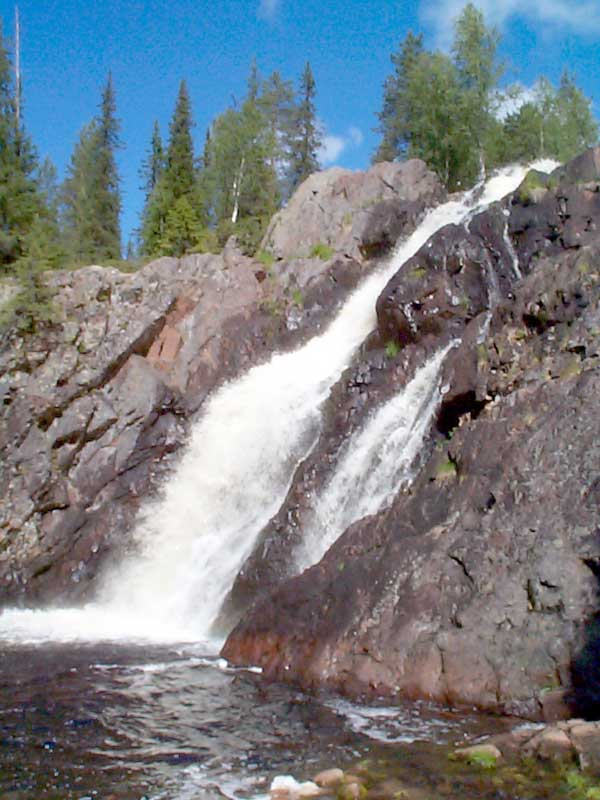
Hepoköngäs ở Puolanka.